# Truncatoflabellum zuluense
Truncatoflabellum zuluense är en korallart som beskrevs av Stephen D. Cairns och Keller 1993. Truncatoflabellum zuluense ingår i släktet Truncatoflabellum och familjen Flabellidae.
Artens utbredningsområde är Indiska oceanen. Inga underarter finns listade i Catalogue of Life.